# اليمامة (فلم 1927)
اليمامة (بالإنجليزية: The Dove) هو فيلم رومانسي تم إنتاجه في الولايات المتحدة وصدر في سنة 1927.

## ترشيحات وجوائز
| السنة | الحدث  | الفئة          | النتيجة  |
| ----- | ------ | -------------- | -------- |
|       | أوسكار | أفضل إنتاج فني | فـــــوز |

## وصلات خارجية
- مقالات تستعمل روابط فنية بلا صلة مع ويكي بيانات